# 이수로 (순천시)
이수로(Isu-ro)는 전라남도 순천시 장천동 순고오거리에서 조례동 조례사거리를 연결하는 도로이다.

## 주요 경유지
전라남도
- 순천시 (장천동 . 조곡동 . 덕연동 .  조례동)

## 노선
| 이름            | 접속 노선              | 소재지        | 소재지        | 비고          |
| 우석로와 직결   | 우석로와 직결          | 우석로와 직결 | 우석로와 직결 | 우석로와 직결 |
| --------------- | ---------------------- | ------------- | ------------- | ------------- |
| 순고오거리      | 팔마로                 | 순천시        | 장천동        |               |
| (장천)          | 장천1길                | 순천시        | 장천동        |               |
| (버스터미널)    | 장천2길 장천3길        | 순천시        | 장천동        |               |
| 장천사거리      | 강남로                 | 순천시        | 장천동        |               |
| 순천교          |                        | 순천시        | 장천동        |               |
|                 | 조곡동                 | 순천시        |               |               |
| 장대공원 삼거리 | 역전길                 | 순천시        |               |               |
| (율전)          | 율전1길                | 순천시        |               |               |
| (자경)          | 자경1길                | 순천시        |               |               |
| (철도운동장)    | 자경2길                | 순천시        |               |               |
| (이수)          | 이수1길                | 순천시        |               |               |
| (생목)          | 덕암길                 | 순천시        | 덕연동        |               |
| 이수중사거리    | 덕암길 수박등1길       | 순천시        | 덕연동        |               |
| (생목현대)      | 수박등2길              | 순천시        | 덕연동        |               |
| (뒷골)          | 덕암안길 뒷골길        | 순천시        | 덕연동        |               |
| (생목벽산)      | 생목길                 | 순천시        | 덕연동        |               |
| (이름없음)      | 이수1길 생목안길       | 순천시        | 덕연동        |               |
| (이름없음)      | 생목안길               | 순천시        | 덕연동        |               |
| (봉화)          | 우명길 봉화1길         | 순천시        | 조례동        |               |
| (동산여중)      | 유동길                 | 순천시        | 조례동        |               |
| 조례삼거리      | 충효로                 | 순천시        | 조례동        |               |
| (국민은행)      | 연향중앙상가길 봉화2길 | 순천시        | 조례동        |               |
| 조례사거리      | 백강로                 | 순천시        | 조례동        |               |
| 순광로와 직결   |                        |               |               |               |

## 주요 건물 및 시설
- 한화생명 순천사옥 (이수로 13/장천동 26-7)
- BBQ 치킨 전남남부점 (이수로 17/장천동 26-10)
- 파리바게뜨 순천터미널점 (이수로 22/장천동 85-1)
- GS25 순천첼시빌점 (이수로 217/생목동 65-4)
- S-OIL 광명주유소 (이수로 272/조례동 1318)
- 이마트24 R 순천조례주공점 (이수로 281/조례동 1344-5)
- 맘스터치 순천연향점 (이수로 293/조례동 1719-14)
- KT 에스에이치에스 연향점 (이수로 304/연향동 1323-4)
- 농협 순천시지부 (이수로 310/연향동 1323-2)
- HD현대오일뱅크 직영 새샘주유소 (이수로 313/조례동 1721-9)
- 우리은행 순천지점 (이수로 314/연향동 1324-1)
- 광주은행 연향동지점 (이수로 319/조례동 1721-5)
- LG전자 베스트샾 순천점 (이수로 329/조례동 1722-10)
- 한국주택금융공사 전남지사 (이수로 331/조례동 1722-6)